# Companion
Companion (titulada como Compañera perfecta en Hispanoamérica, y La acompañante en España) es una película estadounidense de suspenso y ciencia ficción de 2025 escrita y dirigida por Drew Hancock, producida por Zach Cregger, Raphael Margules y J. D. Lifshitz, y protagonizada por Sophie Thatcher, Jack Quaid, Lukas Gage, Megan Suri, Harvey Guillén y Rupert Friend.
La película se estrenó en Estados Unidos el 31 de enero de 2025.

## Argumento
Iris (Sophie Thatcher) y Josh (Jack Quaid), una joven pareja, viajan a una casa aislada en el lago para encontrarse con sus amigos: Kat (Megan Suri), Eli (Harvey Guillén) y Patrick (Lukas Gage), así como con Serguéi (Rupert Friend), el novio de Kat y dueño de la casa del lago. Al día siguiente, Serguéi intenta violar a Iris en el lago, pero ella lo mata apuñalándolo en el cuello. Empapada en sangre, regresa a la casa e intenta explicarse antes de que Josh le diga: «Iris, ve a dormir».
Iris recupera la conciencia y se encuentra atada a una silla. Josh confiesa la verdad: ella es un robot acompañante avanzado que puede ser controlado por su teléfono inteligente. Iris se libera, roba el teléfono y escapa al bosque. Experimenta con su configuración en el teléfono, aumentando su inteligencia del 40 % al 100 %. Se revela que Josh liberó la configuración de Iris, desactivando su incapacidad de hacer daño. Él y Kat habían planeado que Iris matara a Serguéi para robarle su fortuna de doce millones de dólares, e invitaron a Eli y Patrick para corroborar su historia contra ella. Josh y Kat le insisten a Eli que Patrick no tiene derecho a una parte del dinero porque «no cuenta», tras lo cual se revela que Patrick también es un robot acompañante. Eli toma un arma de la caja fuerte de Serguéi y los cuatro se dividen en el bosque para encontrar a Iris.
Patrick le dice a Eli que ha deducido que es un robot acompañante, pero que está genuinamente enamorado de Eli, a lo que Eli le responde. Allí localizan a Iris y, tras una pelea, Eli recibe un disparo mortal con el arma de Serguéi. Iris escapa en el automóvil autónomo de Josh. Sin embargo, Josh logra detener el coche reportándolo como robado con el teléfono de Serguéi. Reestablece a Patrick para que sea su robot acompañante, desactiva su incapacidad para dañar y establece el nivel de agresión de Patrick al 100 %. Iris se encuentra con Hendrix (Marc Menchaca), un agente de policía y cambia su configuración de idioma a alemán para confundirlo, ya que los robots acompañantes no pueden mentir. Patrick golpea a Hendrix hasta la muerte antes de apagar a Iris. Kat, disgustada por las acciones de Josh, intenta irse con su mitad del dinero. Josh le ordena a Patrick que la detenga, pero la mayor agresividad de Patrick hace que la apuñale hasta matarla.
Esa noche, Josh hace que Patrick prepare la cena para él y para Iris, y despotrica sobre lo poco que tiene en la vida a pesar de su arduo trabajo. Pone la inteligencia de Iris al 0 %, convirtiéndola en una autómata y le ordena que se pegue un tiro en la cabeza. Dos trabajadores de la compañía de robots acompañantes, Sid (Matt McCarthy) y Teddy (Jaboukie Young-White), llegan para llevarse a Iris, informando a Josh que han sido enviados para reiniciar a Iris. Desesperado por ocultar sus crímenes, Josh le ordena a Patrick que mate a los trabajadores y recupere a Iris. Patrick mata a uno, pero antes de que pueda matar al otro, Iris se reinicia por completo. Sin embargo, Iris no puede dañar a Patrick como resultado de su reinicio, por lo que apela a la humanidad de Patrick usando su amor por Eli. Abrumado por la culpa, Patrick se suicida. El trabajador superviviente, Teddy, le otorga a Iris la capacidad de controlarse por completo.
Iris mata a Josh apuñalándole en la sien con un sacacorchos eléctrico. A la mañana siguiente, se quita la «piel» quemada de la mano, dejando al descubierto el mecanismo interno del robot, y sale de la casa con el dinero de Serguéi Mientras se aleja en el coche, ve a un hombre conduciendo con un robot similar a ella. Iris sonríe y saluda juguetonamente al robot similar con su mano visiblemente robótica, para confusión de este último.

## Reparto
- Sophie Thatcher como Iris
- Jack Quaid como Josh Beeman
- Megan Suri como Kat
- Lukas Gage como Patrick
- Harvey Guillén como Eli
- Rupert Friend como Sergey
- Jaboukie Young-White as Teddy
- Matthew J. McCarthy as Sid
- Marc Menchaca as Deputy Hendrix

## Producción

### Desarrollo
En febrero de 2023, se informó que New Line Cinema estaba trabajando en Companion, con un guion de Drew Hancock, quien también dirigiría y Zach Cregger, Raphael Margules, JD Lifshitz y Roy Lee producirían.

### Elección del reparto
En mayo de 2023, se anunció que Jack Quaid se había unido al elenco de Companion. En junio de 2023, se anunció que Harvey Guillén, Lukas Gage, Megan Suri, Sophie Thatcher y Rupert Friend se habían agregado al elenco de la película.

### Rodaje
El rodaje finalizó en diciembre de 2023.

## Estreno
El lanzamiento de Companion fue el 31 de enero de 2025. Anteriormente estaba planeado para el 10 de enero de 2025. La película también incluyó un lanzamiento en IMAX.

## Recepción
Companion recibió reseñas generalmente positivas de parte de la crítica y de la audiencia. En el sitio web de agregador de reseñas Rotten Tomatoes, la película posee una aprobación de 94 %, basada en 226 reseñas, con una calificación de 7.5/10 y un consenso crítico que dice: «Un artilugio diabólicamente inteligente que no descansa en los laureles de sus giros, Companion de forma emocionante pone a los dementes en la felicidad doméstica». De parte de la audiencia tiene una aprobación de 88 %, basada en más de 2500 votos, con una calificación de 4.2/5.
El sitio web Metacritic le dio a la película una puntuación de 70 de 100, basada en 40 reseñas, indicando «reseñas generalmente favorables». Las audiencias encuestadas por CinemaScore le otorgaron a la película una B+ en una escala de A+ a F, mientras que en IMDb los usuarios le asignaron una calificación de 7.1/10, sobre la base de más de 38 000 votos. En la página web FilmAffinity la cinta tiene una calificación de 6.4/10, basada en 2683 votos.